# Geoff Emerick
Geoffrey Emerick (Londra, 4 dicembre 1945 – Los Angeles, 2 ottobre 2018) è stato un tecnico del suono britannico, noto principalmente per essere stato  l'ingegnere dei Beatles negli anni sessanta, il suo lavoro in studio fu di fondamentale contributo in particolar modo per gli album Revolver, Sgt. Pepper's Lonely Hearts Club Band, The Beatles e Abbey Road.

## I primi passi
Nella sua autobiografia Here, there and everywhere racconta come sin da bambino volesse lavorare nel mondo della musica: più che essere un musicista voleva darsi da fare in uno studio di registrazione per aiutare gli artisti a incidere i dischi.
Quando lo riferì al preside della sua scuola, questi tentò di dissuaderlo dicendogli che non era un lavoro proper (appropriato) ma l'adolescente Geoff fu talmente risoluto che il preside telefonò alla EMI, a cui il giovane aveva del resto già spedito delle lettere, e ottenne per lui un colloquio di assunzione.
Per via di un tecnico che era appena andato via dalla EMI, Geoff fu assunto alla giovane età di 15 anni. Proprio il giorno dopo la sua assunzione, i Beatles entrarono negli studi della EMI per la loro prima seduta di registrazione.

## Con i Beatles
Emerick dovette aspettare fino al 1965 per lavorare con i Beatles. Solo allora, infatti,Norman Smith, l'assistente del produttore George Martin, andò via per iniziare una carriera da produttore: George Martin insistette dunque con i vertici EMI per avere Emerick con sé, allora diciottenne. La scelta si rivelò azzeccata e Geoff collaborò fruttuosamente sia con lui che con il gruppo.

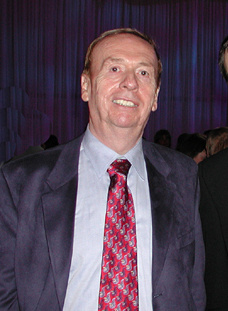
Geoff Emerick nel 2003

Emerick collaborò dal 1966 con Martin e con i Beatles in tutti i loro album (con l'eccezione di Let It Be), da Revolver ad Abbey Road, passando per il White Album e soprattutto l'acclamatissimo Sgt. Pepper's Lonely Hearts Club Band, escogitando varie soluzioni tecniche per i tempi molto innovative e sfruttando al massimo la tecnologia esistente.
All'epoca la EMI aveva infatti regole interne molto severe da rispettare: bisognava posizionare i microfoni a una certa distanza e gli strumenti in una certa maniera, pena il licenziamento. Geoff contribuì a infrangere poco alla volta queste regole, posizionando per esempio la batteria leggermente più vicina ai microfoni e riempiendo la cassa con degli stracci, per ottenere un suono più potente. Se si ascoltano gli album pre-Revolver con attenzione si noterà l'enorme differenza nella resa sonora degli strumenti.
Fu per esempio lui a trovare subito la soluzione definitiva per la voce di Lennon, che considerava personalmente la sua voce troppo straight (normale, diretta). Emerick, che all'epoca indossava come tutti i tecnici un camice bianco, nella prima sessione di registrazione con i Beatles, per Tomorrow Never Knows, inserì la voce di Lennon in un altoparlante Leslie per fornirgli quel suono più etereo che il cantante voleva, e che diventerà da allora uno dei suoi marchi di fabbrica.

## L'amicizia con Paul McCartney
Geoff divenne con gli anni molto amico di Paul McCartney, che del resto era l'unico dei quattro interessato agli aspetti tecnici delle registrazioni: i due passarono molte notti assieme, soprattutto ai tempi di Sgt Pepper's, a raffinare l'album nei suoi vari aspetti. Spesso Paul, che voleva sempre registrare la sua linea di basso per ultimo  ("così gli veniva meglio"), rimaneva con Geoff mentre gli altri erano già andati a casa.
Nella sua biografia scritta con Barry Miles, Many years from now, Paul McCartney rivela che Geoff fu il maggiore non accreditato ispiratore delle canzoni dei Beatles, più di chiunque altro. L'amicizia tra Paul e Geoff continuò anche dopo la separazione dei Beatles, tanto è vero che i due collaborarono per i lavori solisti di Paul: Band on the Run (che fruttò a Emerick il secondo Grammy della carriera, dopo il primo vinto per Sgt. Pepper's), London Town e Flaming Pie.
Furono disgraziatamente uniti anche nelle avversità: sua moglie Mary, conosciuta nei corridoi della Chrysalis Records, morì dopo una battaglia con il cancro poco prima che anche la moglie di Paul morisse.

## Le relazioni con gli altri Beatles
A detta di Emerick, Ringo Starr era un tipo sempre tranquillo, quasi un po’ depresso;George Harrison era, invece, evidentemente frustrato per non ricevere la dovuta considerazione musicale dagli altri due, anche se si sarebbe poi rifatto con un’eccellente carriera solista. Emerick, dal carattere riservato e schivo, tipicamente inglese, era invece spesso vittima del sarcasmo di Lennon, noto per essere una persona sin troppo schietta. Con l’entrata dell'eroina nella sua vita, Lennon divenne lunatico e scontroso, e a volte decisamente antipatico. I contrasti raggiunsero il loro culmine nel 1968 durante le registrazioni del White Album, tanto che sia Ringo e George che Emerick lasciarono per qualche tempo gli studi di registrazione. «Non era più divertente», commenta Emerick ricordando il periodo. In particolare Emerick ricorda che Lennon volle incidere Revolution moltissime volte, e McCartney, per non essere da meno, obbligò tutti a risuonare Ob-La-Dì Ob-La-Da per due settimane di fila. Ad aggravare la tensione, Yōko Ono, con i suoi consigli non richiesti. La “ciliegina sulla torta” per Emerick fu però Alexis Mardas, soprannominato Magic Alex, un nuovo amico di Lennon che ficcava il naso ovunque, anche sotto la console, esprimendo continue denigrazioni per le attrezzature EMI. Geoff Emerick ritornò solo un anno dopo, nell'estate del 1969, a lavorare con i Beatles per il progetto di Abbey Road (saltando tutta la fase di Let It Be), a quello che sarebbe stato l'ultimo album inciso dai Beatles.

## Dopo lo scioglimento dei Beatles
Emerick venne subito richiamato da Paul McCartney come tecnico del suono della Apple Records, ed ebbe modo negli anni, anche dopo il fallimento della società, di registrare con moltissimi altri artisti: Judy Garland, Elvis Costello (per cui produsse Imperial Bedroom ed All This Useless Beauty), Gino Vannelli (per cui fu tecnico del suono e co-produsse The Gist of the Gemini), Art Garfunkel, America, Supertramp, Cheap Trick, Nazareth, Split Enz, Mahavishnu Orchestra, Ultravox, Matthew Fisher, Jeff Beck, Nellie McKay, Robin Trower e Ringo Starr per il suo Sentimental Journey.
Nel 2003 ha ricevuto il suo quarto Grammy, questa volta per la carriera, e nel 2006 ha pubblicato la sua autobiografia, Here, There, and Everywhere: My Life Recording the Music of The Beatles (Gotham Books, ISBN 1-59240-179-1), aiutato dal giornalista musicale Howard Massey.

## Morte
Nel primo pomeriggio del 2 ottobre 2018, Geoff Emerick viene colto da infarto del miocardio mentre si trova al telefono con il suo manager; all'arrivo dei soccorsi, Emerick era già morto.